# حاجی‌آباد ابراهیم
حاجی‌آباد ابراهیم، روستایی از توابع بخش بوژگان شهرستان تربت جام در استان خراسان رضوی ایران است.

## جمعیت
این روستا در دهستان هریرود قرار دارد و براساس سرشماری مرکز آمار ایران در سال ۱۳۸۵، جمعیت آن ۲۱۴ نفر (۴۸خانوار) بوده‌است.